# Alphonse Auclair
Alphonse Auclair (* 29. Januar 1898 in Montmarault; † 4. April 1969 in Dijon) war ein französischer Autorennfahrer.

## Karriere als Rennfahrer
Alphonse Auclair startete 1925 beim 24-Stunden-Rennen von Le Mans. Es war sein einziger Einsatz bei diesem 24-Stunden-Rennen. Sein Partner im Werks-Talbot-Darracq Type C war Théodore Le Du. Das Fahrzeug wurde wegen zu frühem Nachtanken disqualifiziert. 

## Statistik

### Le-Mans-Ergebnisse
| Jahr | Team                       | Fahrzeug              | Teamkollege    | Platzierung     | Ausfallgrund |
| ---- | -------------------------- | --------------------- | -------------- | --------------- | ------------ |
| 1925 | Automobiles Talbot-Darracq | Talbot-Darracq Type C | Théodore Le Du | disqualifiziert |              |